# Сурков, Николай Васильевич
Николай Васильевич Сурков (1 декабря 1904, Ачинск — 13 июля 1985, Киев) — советский деятель органов государственной безопасности. Депутат Верховного Совета УССР 2-го созыва.

## Биография
Родился в семье дорожного мастера. В 1920 году окончил 3-х классное высшее начальное училище станции Боготол Томской железной дороги.
В ноябре 1920 — мае 1921 — сотрудник Всероссийской чрезвычайной комиссии (ВЧК) станции Боготол. В мае 1921 — августе 1923 — сотрудник ВЧК-ГПУ станций Барнаул, Красноярск, Новониколаевском Томской железной дороги. В августе 1923 — сентябре 1926 — сотрудник ОГПУ станций Сковородино, Чита Читинской железной дороги.
Член ВКП(б) с апреле 1924 года.
В октябре 1926 — марте 1927 — адъютант начальника отделения дорожно-транспортного отдела ОГПУ станции Москва Московско-Киевско-Воронежской железной дороги.
В марте 1927 — октябре 1928 — сотрудник ОГПУ станции Киев Московско-Киевско-Воронежской железной дороги. В октябре 1928 — сентябре 1931 — сотрудник ОГПУ станции Конотоп Западной железной дороги. В сентябре 1931 — январе 1933 г.. — оперуполномоченный отделения дорожно-транспортного отдела ОГПУ станций Брянск-2, Жлобин Западной железной дороги.
В январе — июле 1934 — уполномоченный Секретно-оперативной части Транспортная отдела ОГПУ СССР. В июле 1934—1935 г.. — уполномоченный, оперуполномоченный 1-го отделения Транспортная отдела ГУГБ НКВД СССР. В 1935 — апреле 1938 гг. — заместитель начальника 2-го отделения 6-го отдела ГУГБ НКВД СССР. В апреле — августе 1938 гг. — начальник 8-го отделения 1-го отдела 3-го Управления НКВД СССР.
В августе 1938 — ноябре 1940 гг. — начальник Дорожно-транспортного отдела НКВД Юго-Донецкой железной дороги. В ноябре 1940 — марте 1941 гг. — начальник Дорожно-транспортного отдела НКВД железной дороги имени Дзержинского.
В апреле — августе 1941 гг. — начальник Управления Народного комиссариата государственной безопасности СССР по Днепропетровской области. В августе — ноябре 1941 гг. — начальник Управления Народного комиссариата внутренних дел СССР по Днепропетровской области.
В ноябре 1941 — феврале 1942 гг. — начальник Транспортного отдела НКВД железной дороги имени Куйбышева.
В октябре 1941 — мае 1943 гг. — начальник оперативной группы НКВД УССР Днепропетровского направления, прикомандированный в Управление НКВД СССР по Ивановской области. В мае — октябре 1943 гг. — начальник следственной группы НКГБ УССР в городе Казань РСФСР.
В октябре 1943 — январе 1951 — начальник Управления Народного комиссариата-Министерства государственной безопасности УССР по Днепропетровской области.
В январе 1951 — марте 1953 гг. — начальник Управления Министерства государственной безопасности СССР по Свердловской области РСФСР.
В марте — июне 1953 гг. — начальник Управления Министерства внутренних дел СССР по Волынской области.
В июне 1953 — апреле 1954 — начальник 5-го Управления Министерства внутренних дел УССР.
В июне 1954 — июле 1957 — начальник 2-го Управления Комитета государственной безопасности при Совете Министров Украинской ССР.
С июля 1957 — на пенсии в городе Киеве.
Умер в возрасте 80 лет 13 июля 1985 года. Был кремирован, прах похоронен в колумбарии Байкового кладбища (участок № 1, терраса № 2).

## Звания
- старший лейтенант государственной безопасности (14.12.1935)
- капитан государственной безопасности (2.12.1937)
- майор государственной безопасности (7.04.1942)
- полковник государственной безопасности (14.02.1943)

## Награды
- орден Ленина (4.12.1945)
- орден Трудового Красного Знамени (23.01.1948)
- три ордена Красного Знамени (3.11.1944, 10.04.1945, 24.11.1950)
- орден Отечественной войны 2-й ст. (29.10.1948)
- орден Красной Звезды (26.04.1940)
- орден Знак Почета (22.07.1937)
- 8 медалей
- заслуженный работник НКВД (28.01.1944)